# Andre de Krayewski
Andre de Krayewski (tiếng Ba Lan: Andrzej Krajewski, 20 tháng 6 năm 1933 – 10 tháng 4 năm 2018) là một họa sĩ người Ba Lan. Ông từng là người nước ngoài cư trú tại Newark, New Jersey, Hoa Kỳ. Trong sự nghiệp họa sĩ kéo dài hơn nửa thế kỷ, Andre de Krayewski vẽ nhiều bức tranh, trong đó một số tác phẩm nghệ thuật được vẽ theo phong cách độc đáo riêng và một số khác được vẽ theo phong cách đại chúng.
Ông nổi tiếng ở Ba Lan qua các poster phim. Ông bắt đầu sự nghiệp làm poster phim từ năm 1965. Có lúc Andre de Krayewski thiết kế lên đến 12 poster phim mỗi năm. Ông làm công việc này cho đến năm 1980 thì ngưng. Năm 2005, Andre de Krayewski tái xuất với việc thiết kế poster cho vở kịch Valentine's Day.
Andre de Krayewski là tác giả của tiểu thuyết Skyliner được cho ra mắt vào cuối những năm 2000. Tựa đề tiểu thuyết này được đặt theo một bài hit của Charlie Barnet, kể về sự cố gắng thoát khỏi Bức màn Sắt vào đầu thập niên 1950.
Ông kết hôn với nữ diễn viên kiêm nghệ sĩ piano Jadwiga Tyszka vào năm 1985. Sau khi cưới, cả hai cùng di cư sang Hoa Kỳ. Tại đây, ông được chọn làm họa sĩ chính thức của Liên hoan nhạc Jazz Panasonic năm 1997 và là tác giả của bức tranh Học viện Điện ảnh New York. Tác phẩm này được in trên vô số poster và quảng cáo của Học viện trên toàn quốc.